# Guillermo del Ciancio
Guillermo del Ciancio (Abasto, Buenos Aires, Argentina; 10 de septiembre de 1895 - Burzaco, Buenos Aires; 30 de junio de 1960) fue un músico y compositor argentino de vasta trayectoria.

## Carrera
Guillermo de Ciancio fue un popular músico y autor de tangos, entre ellos, Giussépe el zapatero, tema que fue grabado por Carlos Gardel bajo el sello Odeón  N.º 18836.
Utilizó el seudónimo de Wills Williams en alguna de sus creaciones. En 1926 compone el tango Purretita, con letra de Juan Sarcione, y en ese mismo año el director  José Agustín Ferreyra, inspirado en su tema La costurerita, filma junto con María Turgenova y Felipe Farah la película La costurerita que dio aquel mal paso.
Con su formación musical recorrió la Patagonia y ancló por mucho tiempo en Comodoro Rivadavia; más tarde enfermo tuvo discípulos en la enseñanza del bandoneón en su retiro de Burzaco (provincia de Buenos Aires).

## Composiciones
- Purretita.
- Güeyas de un querer
- Una noche en la milonga
- No te quejés hermano
- La costurerita
- Arañita
- Giussépe el zapatero.
- En la huella del dolor
- Che Felipe